# 群信行動數位科技
25°04′43.7″N 121°33′53.6″E / 25.078806°N 121.564889°E
群信行動數位科技股份有限公司（簡稱群信、群信行動、群信行動數位科技）（Alliance Digital Technology Co.），是一間跨電信共用服務平台公司，2013年由五大電信公司邀悠遊卡公司發起設立，並邀五家信用卡發卡銀行增資。2015年12月啟用信託服務管理（TSM）平台服務。2016年12月，行政院國家發展基金挹注資金新台幣5,800萬元、與公部門長期友好的寶利資產管理公司也注資新台幣3,000萬元，群信行動數位科技共得到新台幣8,800萬元的新資金挹注，泛公股資源一舉成為持股最大單一股東（20%），其中國發基金持股14%；使得群信股權結構由原本的五大電信公司當家轉為以國發基金為共主，是國發基金注資我國行動支付平台的首例，經營團隊也隨之全部改組。群信成為包括行動支付等應用在內的平台技術服務公司，定位如台積電、聯電一般的專業平台。群信對服務電信、金融、電票各面向行業，提供客製化服務、協助各式各樣行動生活服務提供者進入支付市場的必要工具。
2018年6月29日，群信宣布，因已完成階段性任務，於2018年12月31日解散，退出TSM平台市場。

## 群信行動雙平台產品

### TSM
群信有兩個平台服務，第一個平台TSM於2015年底上線，整合信用卡、悠遊卡、會員卡、電子票券等功能，目前有中華電信的Hami Wallet、遠傳電信的Friday Wallet、台灣大哥大的Wali Wallet都是架構在群信TSM平台之上，除了悠遊卡,一卡通之外，另外還有桃園市民卡。之後將陸續會推出其他電子票證如愛金卡與有錢卡、各縣市市民卡、電子票證聯名卡等等服務。

### Mobile Connect
第二個平台為Mobile Connect ，即是我的號碼，我的號碼是一個全新的服務預計於2017年第一季開始提供服務, Mobile Connect除了可以終結多帳號多密碼的問題, 讓各種網站與APP都能使用手機門號登入, 提供消費者網路安全同時兼顧便利性.，同時基於台灣在申請電信門號時，都需要繳交雙證件。因此，Mobile Connect亦可以有數位身分認證的功能存在，目前台北市政府的pay.taipei的平台已經採用此解決方案來進行網路實名制。
Mobile Connect是由GSMA推動，目的為助於用戶透過單一登入解決方案來創建和管理統一的數位身份。這項服務將對用戶的身份進行安全認證，讓他們能夠以數位化方式確認其身份和認證資訊，以及借助手機安全地線上存取行動和數位服務。

## 行動生活的推廣
- 2017年10月 , 金管會已開放自然人憑證等多項線上身分識別，應用在線上金融，有鑒於科技進步，生物特徵辨識的應用會越來越多，金管會下週將宣布開放間接身分識別。[5]
- 2017年9月 , 賴清德院長訪亞洲矽谷時，明確指示亞矽必須跟生活結合，同時指示台灣要變成行動支付社會，並且於2025年行動支付使用率要達90%。[6]
- 亞洲．矽谷方案推動的行動生活、行動支付整合平台，將有三大好處，包括將信用卡、電子票證、電子支付等整合在一起，一支手機就可快速購物、通行，及後端電信業整合做好轉換服務。[7]
- 2017年6月, 亞洲‧矽谷中心這次主動協調促成了中華電、遠傳、台灣大、亞太電、台灣之星等五大電信業者，將電信業成熟利用行動通訊門號的身分識別技術（Mobile Connect），導入此一智慧支付平台。[8]
- 2017年3月, 台灣行動支付普及率只有10%，亞洲·矽谷看好悠遊卡＋五大電信帶動「嗶經濟」。[9]
- 2017年2月 , 推動無現金社會，金管會前年設定五年倍增計畫，希望2020年，國內電子支付比率能從26%提高到52%。[10]

## 歷史
為符合公平會2013年核准許立的附帶條件。官員表示，為化解外界壟斷疑慮，公平會當時要求四年後，群信六大股東：五大電信業持股須降到50%以下，悠遊卡公司持股不能超過10%，四年的期限在今年底屆滿，因此，群信將辦理增資，並向非電信業招手，尤其是金融業。同時，落實亞洲．矽谷方案中的行動生活，國發會規劃藉由群信公司的行動支付信託管理服務（TSM），建構電信、金流與票證整合平台，群信並將辦理增資擴大引進金融業。
- 2013年11月，成立由台灣五大電信中華電信、遠傳電信、台灣大哥大、亞太電信、台灣之星與悠遊卡投資控股一起合作投資。
- 2016年12月 , 國發基金 挺群信行動支付：國發基金注資5千萬元，國發基金因此成為群信的最大股東，這使得群信股權結構徹底「質變」，由原本的五大電信公司當家，轉為以國發基金為「共主」，這也是國發基金注資行動支付平台的首例。[11]
- 2017年6月, Mobile Connect 與台北市共同支付平台合作，導入在 pay.taipei 達到實名制。
- 2018年12月31日，群信解散，退出TSM平台市場。

## 主要股東結構
- 行政院國家發展基金
- 寶利資產管理股份有限公司
- 悠遊卡投資控股
- 中華電信
- 遠傳電信
- 台灣大哥大
- 亞太電信
- 台灣之星電信
- 中國信託商業銀行
- 玉山商業銀行
- 國泰世華商業銀行
- 台新國際商業銀行
- 台北富邦商業銀行

## 未來TSM平台展望
電信業者與票證業者合作發放NFC SIM卡，整合電信SIM卡及票證，目前以悠遊卡來說，已發出超過100萬張，在用戶的SIM卡中預載悠遊卡功能，6月起各電信公司與悠遊卡公司將加速宣傳提升開通率，預期年底發卡數可望衝上200萬張。

### 電信業者
群信的電信股東近年透過群信平台，各自推出自家行動支付服務。

#### 中華電信 - 「Hami 錢包」
中華電信旗下行動支付服務「Hami Wallet手機錢包」下載數近10萬，活躍使用客戶約四成，今年客戶目標要達百萬用戶。

#### 遠傳電信 - 「friDay錢包」
遠傳電信friDay錢包整合悠遊卡，結合遠東集團旗下HappyCash有錢卡、HAPPY GO集點功能、遠通eTag卡，加上可以整合信用卡及會員卡，搭配小市集電子商務，遊戲儲值，打造零售通路、銀行、電子商務、交通、停車費、遊戲等，打造全方位的行動支付智慧生活網。
遠傳friDay錢包用戶數突破60萬戶，交易20萬筆，預計上半年換發100萬張NFC SIM，第3季將支援四大電子票證，年底前通路可望達2萬家。

#### 台灣大哥大 - 「Wali智慧錢包」
台灣大哥大推出「Wali智慧錢包」，結合悠遊卡及一卡通等交通票券、小額支付、停車繳費及票券收納等服務，下載數超過60萬次，每月交易30萬筆，累計交易筆數超過300萬筆，今年有效用戶目標挑戰100萬戶。

#### 亞太電信 - 「GtPay」
亞太電信Gt Pay不只把錢包放進手機裡，也走向多卡合一及多種支付工具的新世代，食衣住行方便PAY，一機在手無所不能輕鬆搞定生活中消費。

### 電子票證業者

#### 悠遊卡( Easy Card )
目前已於四家電信商(中華電信、遠傳電信、台灣大哥大、亞太電信)合作，在用戶的SIM卡中預載悠遊卡功能。

#### 一卡通( ipass )
目前已於四家電信商(中華電信、遠傳電信、台灣大哥大、亞太電信)合作，在用戶的SIM卡中OTA方式載入一卡通功能。

#### 愛金卡 ( iCash )
目前已於中華電信、遠傳電信合作，在用戶的SIM卡中OTA方式載入icash功能，預計於2017年年底與其他電信業者界接，全面服務民眾。

#### 有錢卡 ( Happy Cash )
目前已於遠傳電信合作，在用戶的SIM卡中預載Happy Cash 功能，預計於2017年年底得以採取OTA方式服務用戶。

## 外部連結
- （繁體中文） 群信行動數位科技股份有限公司 官方網站
- （繁體中文） 群信行動數位科技股份有限公司的Facebook專頁
- （繁體中文） YouTube上的群信行動數位科技頻道